# 富伦多夫
富伦多夫是德国梅克伦堡-前波莫瑞州的一个市镇。总面积17.05平方公里，总人口905人，其中男性457人，女性448人（2011年12月31日），人口密度53人/平方公里。